# Çobankənd
Çobankənd è un comune dell'Azerbaigian situato nel distretto di Gədəbəy. Conta una popolazione di 1 802 abitanti.